# قبیله

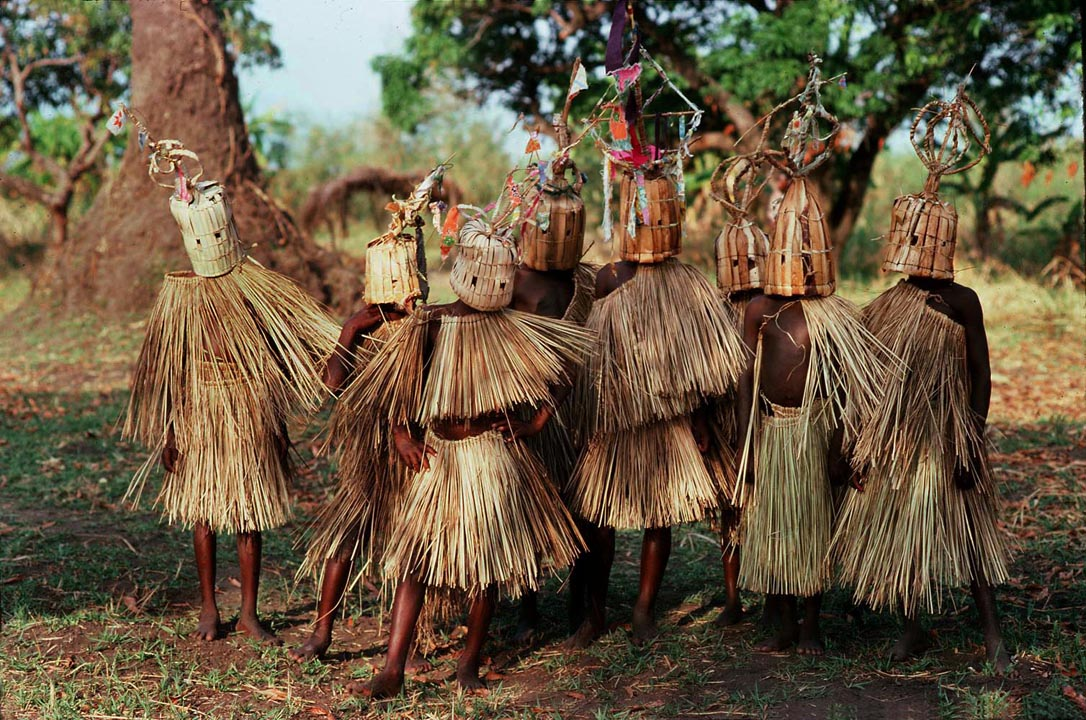

در جامعه عشایر اجتماع چند ایل که معمولاً هم زبان و هم نژاد ودارای ریشه تاریخی مشترکی باشند قبیله را تشکیل می‌دهد. مانند قبایل زابلی،عرب، لر، تاجیک، ترک، کرد،بلوچ ،و… قبیله به گروهی از خانواده‌ها که اجداد مشترک دارند نیز گفته می‌شود. این نیاکان معمولاً واقعی هستند، ولی در برخی موارد، هیچ‌کس مطمئن نیست که چنین اجدادی وجود داشته‌اند. اما در مورد قبایل عرب شجره نامه باعث می‌شود که قبایل از وجود حقیقی اجداد خود آگاه باشند.
قبیله، از نظر تاریخی و توسعه، به عنوان یک گروه اجتماعی در نظر گرفته می‌شود که قبل یا در کنار دولت‌ها یا ایالت‌ها وجود داشته‌اند. مردم شناسان عبارت جامعهٔ قبیله‌ای را برای جوامعی به کار می‌برند که بر پایهٔ نسبت‌ها و روابط سامان داده شده‌اند، مخصوصاً مشترکات و روابط نژادی.
برخی نظریه پردازان بر اینند که قبایل مرحله‌ای از تکامل اجتماعی هستند مابین دسته‌ها و ایالات، اما برخی دیگر می‌گویند قبایل به دنبال آن‌ها توسعه یافته‌اند و باید از حیث تعاملشان با ایالت‌ها و حکومت‌ها بررسی شوند.

## تکامل
بحث‌های داغی در مورد اینکه باید چگونه قبیله‌ها را توصیف کرد انجام شده‌است، این مسئله تا حدودی از تفاوت بین قبیله‌های باستانی و اولیه و قبیله‌های معاصر ناشی می‌شود. بعضی از آن‌ها نشان دهندهٔ مباحثهٔ کلی تری بر روی مسئلهٔ پیشرفت فرهنگ‌ها و استعمار است. در تصور عموم قبیله بیانگر نوعی سبک زندگی طبیعی و مربوط به گذشته است. قبایل همچنین از روابط اجتماعی نخستین بهره می‌برند که پایدار، با حد و مرز مشخص و در بین خودشان است. بنابراین خیلی‌ها بر این باورند که قبیله‌ها ارتباطات بین چند فامیل را سامان می‌دهند و برای آن‌ها مبنایی اجتماعی و ایدئولوژیکی به منظور ایجاد انسجام فراهم می‌کنند، البته در بیشتر موارد بسیار محدود تر از گروه‌های نژادی و ملیت. پژوهش‌های مردم شناسی و نژاد شناسی، بسیاری از این ایده‌ها را به چالش کشیده‌اند.
المن سرویس، مردم شناس، سیستمی برای طبقه‌بندی جوامع با انواع فرهنگ‌ها ارائه کرده‌است که مبنای آن تکامل نا برابری اجتماعی و مقام و نقش ایالت هاست. در این طبقه‌بندی چهار دسته وجود دارد:
۱. دسته‌های شکارچیان گروهی، که معمولاً تساوی طلب هستند.
۲. جوامع قبیله‌ای که در آن‌ها نمونه‌های محدودی از مقام و مرتبهٔ اجتماعی و اعتبار و منزلت وجود دارد.
۳. قبیله‌های لایه‌ای (از نظر قدرت و نفوذ) که توسط سردسته یا به عبارتی رئیس قبیله اداره می‌شوند.
۴. تمدن‌ها، با نظام طبقه‌بندی پیچیده و سازمانی، به عبارتی دولت‌های نهادی و سازمانی.
مورتن اچ فرید (Morton H. Fried)، مردم‌شناس مثال‌ها ی زیادی می‌آورد از قبیله‌هایی که اعضایشان به زبان‌های مختلف صحبت می‌کنند مناسک و تشریفات متفاوتی دارند یا زبان و تشریفاتی مشترک با برخی اعضای قبایل دیگر دارند. به‌طور مشابه مثال‌هایی می‌آورد که در آن اعضای یک قبیله از رهبران سیاسی گوناگون و در مواردی رهبران دیگر قبایل پیروی می‌کنند. وی نتیجه می‌گیرد که در توصیف قبایل به‌طور عمومی آن‌ها داری حد و مرزهای سیال و نا همگن، نه محدود و بلوکی بلکه پویا هستند.
فرید همچنین پیشنهاد می‌کند که قبایل معاصر و امروزی منشأ و ریشه‌شان از قبایل نخستین نیست، بلکه از دسته‌های نخستین است. این قبایل ثانویه، آنطور که او پیشنهاد می‌دهد، محصولات مدرن گسترش ایالت و قلمرو هستند. دسته‌ها شامل تشکلات اجتماعی سیال، کوچک و متحرک و با رهبری ضعیف هستند، که محصول اضافه‌ای تولید نمی‌کنند، مالیات نمی‌دهند و ارتشی منظم ندارند. فرید استدلال می‌کند که قبایل ثانویه به دو صورت پدید می‌آیند و توسعه پیدا می‌کنند. اول اینکه حکومت ایالت‌ها قبیله‌ها را برپا کرده و سامان می‌دهند تا بدین وسیله مدیریت و نفوذ شان را در قلمروشان افزایش دهند. آن‌ها مردمشان را ترغیب می‌کنند که مجتمع و دارای مرکزیت سیاسی و اجتماعی و … شوند (به صورت محلی) چرا که این در این صورت این جوامع می‌توانند تولید داشته باشند، منبع مالیاتی بشوند و رهبریی داشته باشند که حتی مسئول نواحی اطراف آن قبیله نیز باشد. دوم اینکه دسته‌ها می‌توانند متحد شوند و قبایل ثانویه تشکیل دهند به منظور اینکه از خودشان در برابر ایالت‌های دیگر که قصد گسترش دارند دفاع کنند. دسته‌ها مجتمع و دارای مرکزیت می‌شوند تا بتوانند دارای تولید و اقتصاد شوند، توانایی تشکیل ارتش را پیدا کنند و رهبریی داشته باشند که مناسبات نظامی و اقتصادیشان را سامان دهد.
در بعضی کشورها مثل هند و ایالات متحده ی آمریکا، قبایل جوامعی هستند که به از نظر قانون شناخته شده‌اند و تا حدودی خودمختار اداره می‌شوند.
باستان شناسان در حال مطالعه روی روند توسعهٔ قبایل اولیه هستند. پژوهش‌های کنونی بیانگر این اند که ساختارهای قبیله‌ای تشکیل دهندهٔ یکی از انواع سازگار شدن با موقعت و محیط هستند. این ساختارها دارای انعطافی بودند که تولید و توزیع غذا را تعدیل و هماهنگ می‌کردند به طوری که با کمبود و قحطی مقابله شود، در حالی که در مواقع عادی و وفور منابع، فشار و محدودیت خاصی روی مردم نباشد.

## القاب قبایل
افراد هر قبیله دارای نام خانوادگی یا لقب‌های مشابه هستند.
در اسکاتلند نام افراد قبیله‌ای با «مک» آغاز می‌شود، این وا‍ژه به معنای فرزند است (مانند مک دونالد یعنی فرزند دونالد) در ایرلند «اْ» به معنای پسر است، (مانند اْنیل به معنای پسر نیل) در عربی هم «آل» به معنای نواده یا پسر(مانند آل سعود). همچنین در ایران نیز بسیاری از ایلات تُرک دارای پسوند «لو»، و بسیاری از ایلات لُر و لک نیز دارای پسوند وند هستند؛ اما باید توجه کرد که داشتن این پسوندها الزاماً به معنای تُرک بودن و یا لُر بودن نیست،‌ چنانکه بسیاری از ایلات کُرد به ویژه در خراسان نیز دارای پسوند لو، و ایلات کرد، لر و طوایف متعدد دیگری در سراسر ایران دارای پسوند وند هستند.قبائل بلوچ و افغان که عمدتا در جنوب آسیا پراکنده هستند؛ از پسوند «زی» یا «زهی» به معنای فرزند استفاده می کنند و این پسوند هنوز هم توسط بلوچ های مهاجر به عمان و کشور های دیگر خلیج هنوز مورد استفاده قرار می گیرد. در ایران باستان قبایل پارس از پسوند ان استفاده می‌کردند مانند اردشیر بابکان یا روزبه خشنودان (سلمان فارسی).

## جنگ‌های قبیله‌ای
گله دزدی نیز از کارهای مرسوم برخی از قبیله هاست، و همین دلیل باعث بسیاری از کینه‌توزی‌ها و جنگ هاست که تا چند نسل ادامه می‌یابد.